# Irena Kałuża

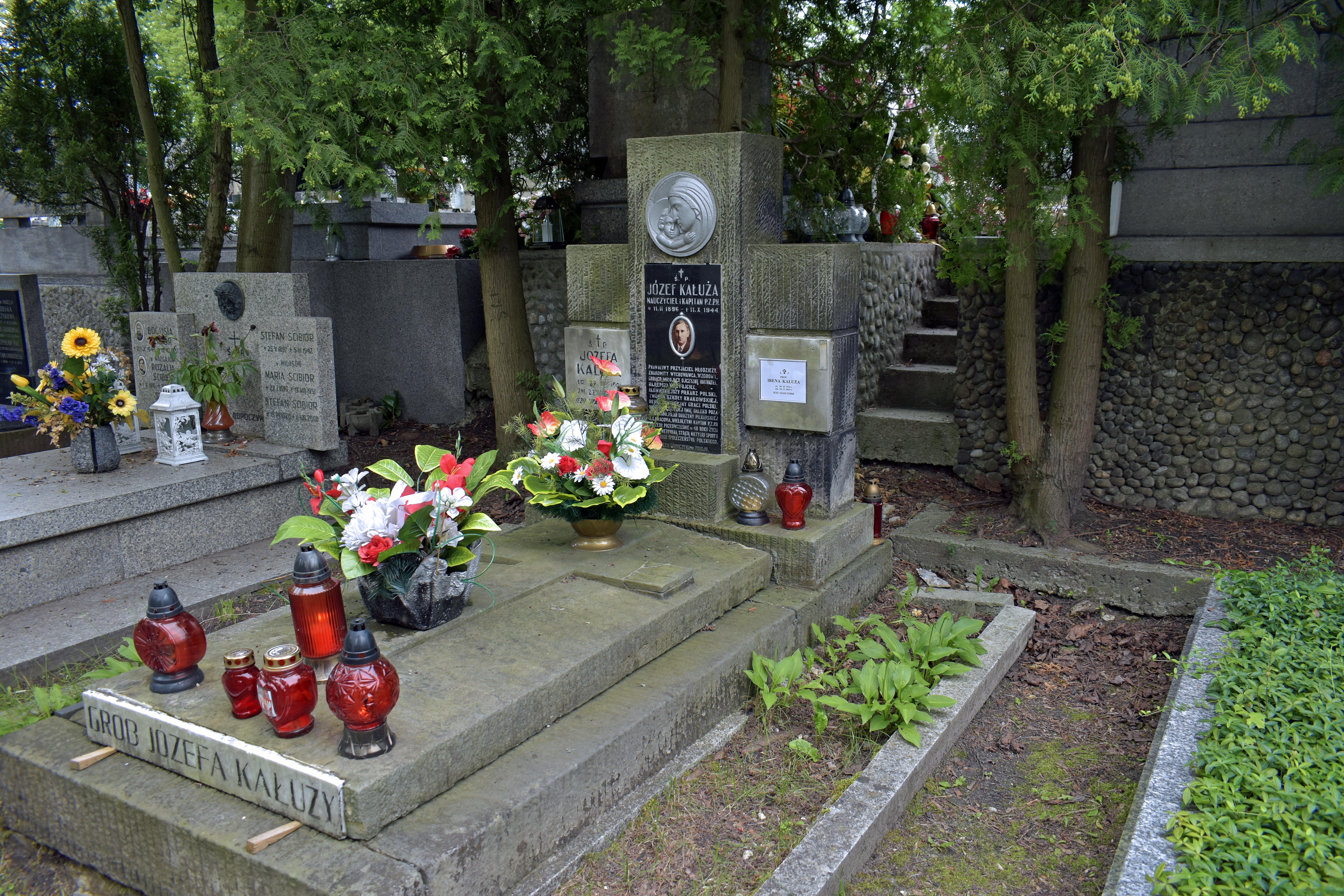
Grób Ireny Kałuży na Cmentarzu Podgórskim nowym

Irena Kałuża (ur. 26 października 1924 w Krakowie, zm. 24 listopada 2019 tamże) – polska filolog, anglistka, prof. dr hab.

## Życiorys
Była córką Józefa Kałuży (1896-1944) i jego żony Józefy z domu Dudziak (1901-1957).  
W 1951 roku ukończyła studia z anglistyki na Uniwersytecie Jagiellońskim. Po studiach została zatrudniona na stanowisku asystenta na Katolickim Uniwersytecie Lubelskim, gdzie pozostała do 1962. W 1963 roku powróciła na macierzystą uczelnię, gdzie w 1965 roku obroniła pracę doktorską, następnie uzyskała stopień doktora habilitowanego. 17 kwietnia 1992 nadano jej tytuł profesora w zakresie nauk humanistycznych. 
Pracowała w Instytucie Filologii Angielskiej na Wydziale Filologiczny Uniwersytetu Jagiellońskiego, oraz od 1981 do 1988 piastowała stanowisko dyrektora Instytutu Filologii Angielskiej na Uniwersytecie Jagiellońskim. Odznaczona Złotym Krzyżem Zasługi (1974), Krzyżem Kawalerskim Orderu Odrodzenia Polski (1983) oraz nagrodami Rektora UJ i Ministra Nauki i Szkolnictwa Wyższego.
Zmarła 24 listopada 2019. Pochowana została na Cmentarzu Podgórskim w Krakowie, w rodzinnym grobowcu, razem z rodzicami oraz stryjem, Marianem Kałużą (1893-1950) (pas 1-1-7).